# Rupinder Pal Singh
Rupinder Pal Singh (Faridkot, 11 de novembro de 1990) é um jogador de hóquei sobre a grama indiano.

## Carreira
A estreia internacional de Singh foi em maio de 2010 na Sultan Azlan Shah Cup em Ipoh. Ele integrou a Seleção Indiana de Hóquei sobre a grama masculino nos Jogos Olímpicos de Verão de 2020 em Tóquio, quando conquistou a medalha de bronze após derrotar a equipe alemã por 5–4.